# Bavaria (Schiff, 1912)

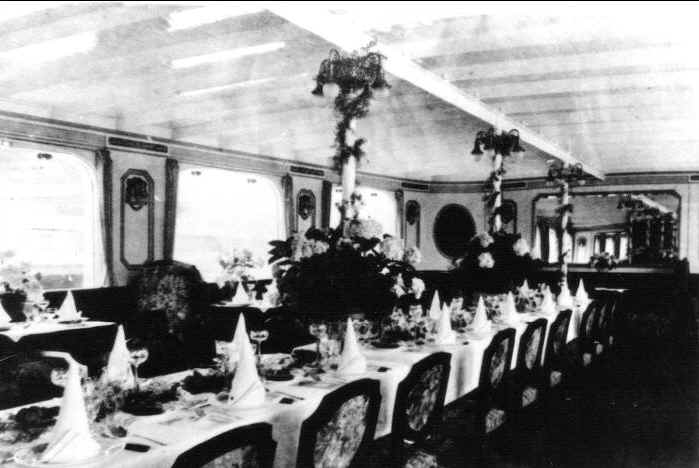
Der von Werner Höllfritsch entworfene Salon der Bavaria

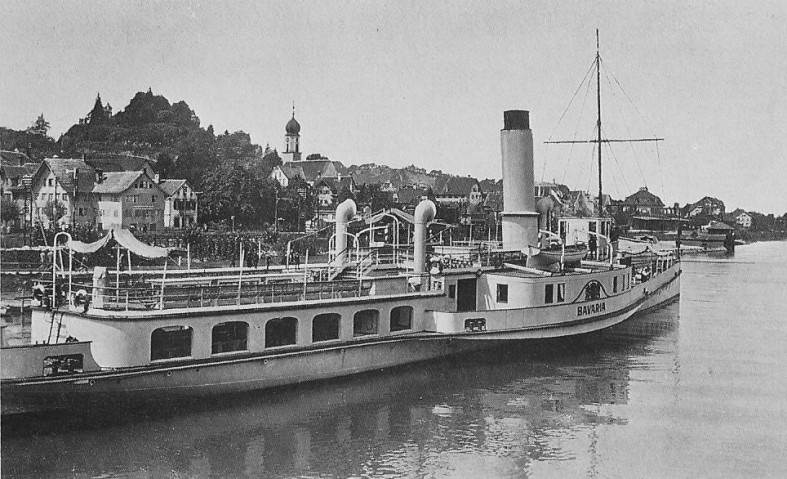
Die Bavaria in der Mitte der 1920er Jahre auf dem Alten Rhein in Rheineck

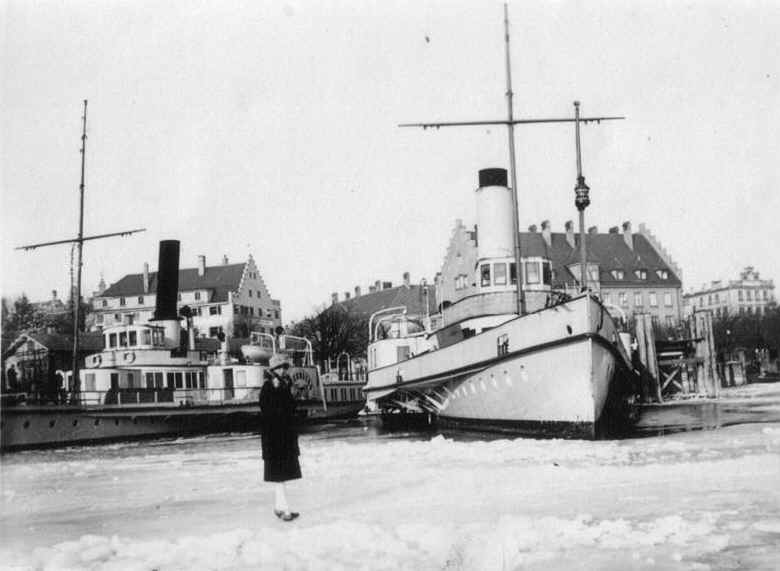
SD Nürnberg und Bavaria am 4. Februar 1929 eingefroren im Lindauer Hafen

Die Bavaria war ein deutscher Halbsalondampfer mit Heimathafen Lindau, der von 1912 bis 1959 auf dem Bodensee im Einsatz war.

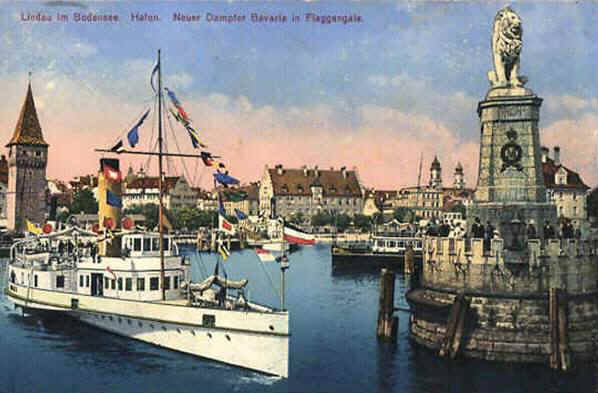
SD Mainau beim Auftakt zur Jungfernfahrt mit dem Ziel Mainau

## Geschichte

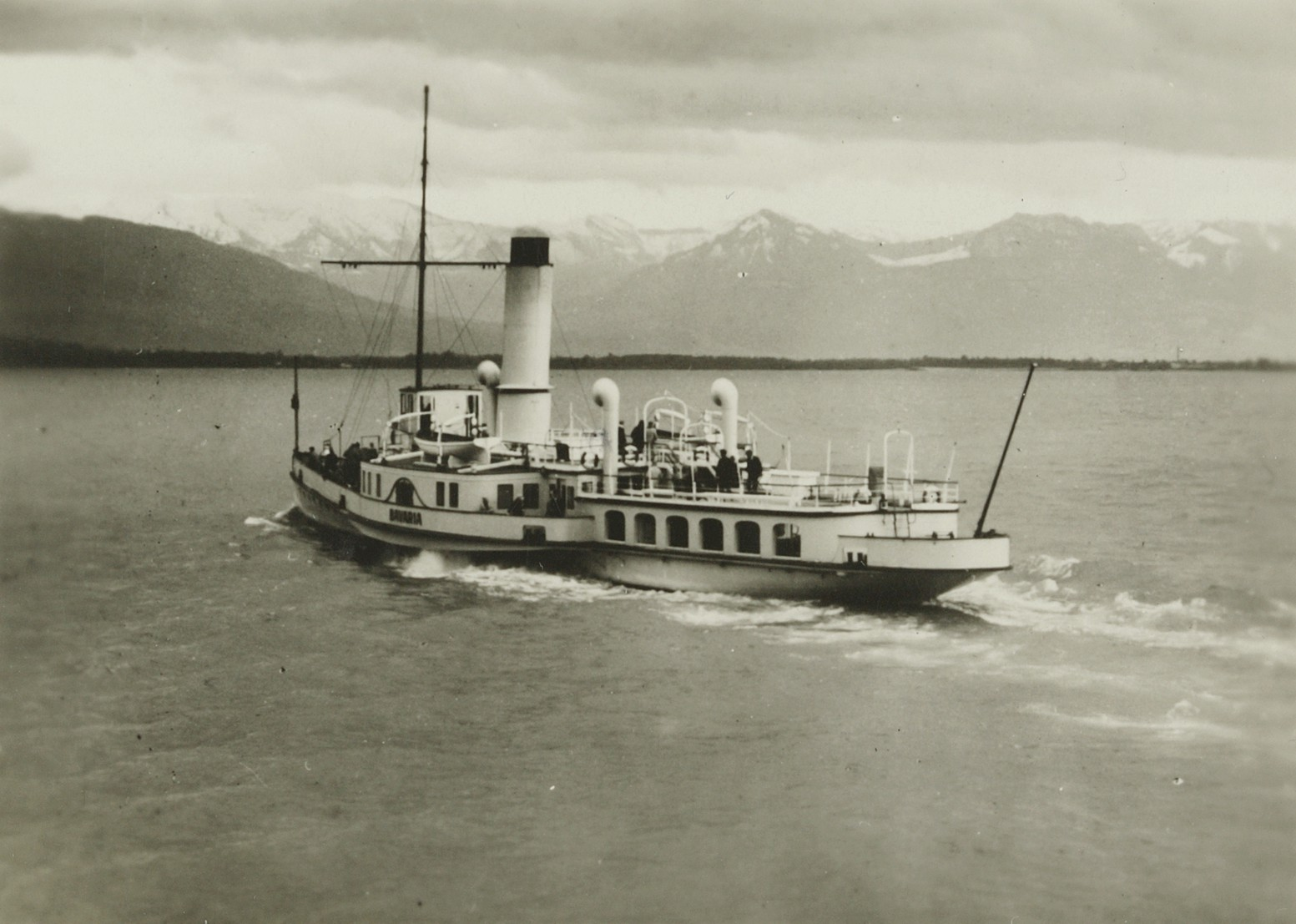
Die Bavaria in der Mitte der 1920er Jahre zwischen Lindau und Bregenz

Die Bavaria (latinisierte Bezeichnung für Bayern) war der letzte bayerische Halbsalondampfer und Nachfolgerin des ursprünglichen Glattdeckdampfers Bavaria. Wie die drei Neubauten zuvor wurde sie von den Königlich Bayerischen Staatseisenbahnen bei der Münchner Lokomotiven- und Maschinenfabrik J.A. Maffei in Auftrag gegeben. Sie entsprach weitgehend dem sieben Jahre älteren Halbsalondampfschiff Lindau.
Die schrägliegende 2-Zylinder-Heißdampf-Verbundmaschine hatte eine indizierte Normalleistung von 590 PS (434 kW) bei einer Drehzahl 48/min mit einem Potential bis zu 920 PS (677 kW) (indiziert) bei 59/min. So konnte bei der Jungfernfahrt die Strecke von der Insel Mainau bis nach Lindau mit einer bis dahin unerreichten Geschwindigkeit von 30,2 km/h zurückgelegt werden. Bis 1929 war die Bavaria das schnellste Dampfschiff auf dem Bodensee – und das schnellste Dampfschiff in Mitteleuropa, bis sie im Juli 1913 von der Gallia auf dem Vierwaldstättersee abgelöst wurde. Die Salons gestaltete der Nürnberger Jugendstil-Architekt Heinrich Höllfritsch. Aus Anlass der Tauffeierlichkeiten am 1. August 1912 wurde der Lindauer Hafen erstmals von mehreren hundert Glühbirnen beleuchtet.
Nach dem Ersten Weltkrieg 1920 wurde die Bavaria von der Deutschen Reichsbahn übernommen. Nach dem Vorbild der Lindau wurde die Bavaria 1932 zum Zweideck-Salondampfschiff umgebaut, wodurch die Kapazität auf 750 Fahrgäste anstieg. Dabei erhöhte sich das Schiffsgewicht um 28 Tonnen und die Geschwindigkeit verringerte sich auf 27,5 km/h.
Obwohl die Bavaria im April 1945 in der Werft auf dem Stapel lag, gelang es in einer Nacht-und-Nebel-Aktion am 25./26. April, sie zu wassern und vom Dampfschiff Bludenz in die Schweiz zur Schutzinternierung nach Rorschach zu schleppen. So wurde die Durchführung eines NS-Befehls vereitelt, neun in Lindau und Bregenz stationierte Schiffe vor dem Einmarsch der französischen Streitkräfte zu versenken.
Nach der Instandsetzung wurde die Bavaria in den 1950er Jahren von der Deutschen Bundesbahn im Liniendienst auf dem Obersee und wechselweise mit dem MS Allgäu im Insel-Mainau-Schnellkurs eingesetzt. Zum 1. April 1958 wurden sie und die Lindau gemeinsam ausgemustert, durch Motorschiffe ersetzt und 1961 in Konstanz verschrottet. Lediglich die Schiffsglocke, die Ruder- und Steueranlage und die drei Tonnen schwere gegossene Kurbelwelle verblieben als Exponate im Verkehrsmuseum Nürnberg.